# Orodesma lorina
Orodesma lorina är en fjärilsart som beskrevs av Druce 1890. Orodesma lorina ingår i släktet Orodesma och familjen nattflyn. Inga underarter finns listade i Catalogue of Life.